# کیمینکی
کیمینْکی (به فنلاندی: Kiiminki) یک منطقهٔ مسکونی در فنلاند است که در اوستروبوتنیای شمالی واقع شده‌است. کیمینکی ۳۳۹٫۰۰ کیلومتر مربع مساحت و ۱۳٬۳۲۰ نفر جمعیت دارد.